# Synod w Borzykowej
Synod w Borzykowej – synod prowincjonalny duchowieństwa zwołany w 1210 przez arcybiskupa gnieźnieńskiego Henryka Kietlicza, połączony ze zjazdem książąt polskich: Henryka Brodatego, Leszka Białego, Konrada mazowieckiego i Władysława Odonica.

## Czas i miejsce synodu
Synod odbył się pod koniec lipca (dokumenty synodu w większości opatrzone są datą 29 lipca 1210) w Borzykowej (łac.: Boricov). O wyborze Borzykowej na miejsce synodu zdecydowały prawdopodobnie dwa argumenty. Po pierwsze była znaczącym ośrodkiem życia religijnego zlokalizowanym na terenie podległym kapitule gnieźnieńskiej. Po drugie miała korzystną lokalizację geograficzną, położona w pobliżu średniowiecznego szlaku łączącego Małopolskę z Wielkopolską, na pograniczu ziemi sieradzkiej z ziemią krakowską była łatwo osiągalna przez wszystkich uczestników synodu.

## Uczestnicy synodu
W synodzie mogło uczestniczyć nawet około 1000 osób, licząc wszystkich dostojników wraz z ich świtami. Spośród znanych osób wymieniani są:
- ze strony duchowieństwa:
  - Henryk Kietlicz – arcybiskup gnieźnieński, przewodniczący synodu,
  - Wincenty Kadłubek – biskup krakowski, współprzewodniczący synodu,
  - Arnold – biskup poznański,
  - Wawrzyniec – biskup wrocławski
  - Gedko – biskup płocki
  - Ogierz – biskup kujawski
  - Wawrzyniec – biskup lubuski

oraz Hugon - dziekan gnieźnieński, Piotr - dziekan krakowski, proboszczowie Bogufał z Krakowa, Szymon z Łęczycy, Meingot z Trzemeszna oraz Grzegorz (z Borzykowej), archidiakon Gerhard oraz mistrzowie Piotr i mistrz Idzi,
- ze strony książąt:
  - Leszek Biały – książę krakowski,
  - Konrad I – książę mazowiecki,
  - Henryk I Brodaty – książę śląski,
  - Władysław Odonic – książę kaliski

oraz wymienieni z imienia rycerze: wojewoda Wojciech, Goworycz, Jakób, Mstuj i Ostasz.

## Postanowienia synodu
Powodem zwołania synodu w Borzykowej była wydana w 1210 przez papieża Innocentego III na prośbę Władysława III Laskonogiego bulla wznawiająca zasadę senioratu i zobowiązująca polskie duchowieństwo do jej obrony. Na synodzie radzono przede wszystkim nad możliwościami przeciwdziałania skutkom tej bulli. Biskupi na synodzie mieli również zatwierdzić prawo Leszka Białego do utrzymania tronu krakowskiego.
Według dawniejszej historiografii książęta wydali wówczas zbiór przywilejów, a wśród nich wielki przywilej dla Kościoła.
Wynikiem przywilejów były następujące postanowienia:
- wolny wybór biskupów przez kapituły,
- własne sądownictwo dla duchowieństwa (privilegium fori),
- wprowadzenie celibatu wśród polskich duchownych diecezjalnych,
- zniesienie prawa książąt do przejmowania majątku ruchomego zmarłego biskupa (ius spolii).

Przywileje nadane w Borzykowej potwierdził papież Innocenty III w 1211.
Na synodzie w Borzykowej wydano również dokumenty uposażające duchowieństwo wedle których: 
- Władysław Odonicz nadał zakonowi cystersów ziemię w kasztelanii przemęckiej, celem założenia klasztoru (fundacja opactwa w Przemęcie nie doszła wtedy jednak do skutku, ponownej fundacji dokonano ponad sto lat później),
- rycerz Sławosz wznowił nadanie Sławoszowa klasztorowi w Busku.

## Skutki synodu
Nowsze badania dowodzą, iż przywilej początkowo nie był wprowadzony w życie, a ogłoszono go dopiero w końcu 1210 lub na początku 1211 na tzw. synodzie poborzykowskim oraz potwierdzono i rozszerzono w 1215 w Wolborzu, gdzie ponadto wyłączono spod prawa książęcego posiadłości kościelne wraz z ich ludnością (podatki i sądownictwo). Stał się on podstawą niezależności Kościoła katolickiego od państwa w Polsce.